# Shochuu Omimai Moushiagemasu
Shochuu Omimai Moushiagemasu (暑中お見舞い申し上げます Shochūomimaimōshiagemasu?, Me gustaria expresar mi simpatia por el verano) es el 9ºn sencillo de ℃-ute bajio el sello de Zetima. El sencillo fue lanzado en ediciones limitadas y regulares; la limitada viene con un DVD extra. La edición limitada y la primera edición de la edición regular. El sencillo alcanzó el puesto número 5 en las listas de Oricon, estuvo en las listas durante tres semanas y vendió un total de 33,613 copias La canción principal es una versión de una canción de 1977 del trío idol Candies. 

## Canciones

### CD
- Shochuu Omimai Moushiagemasu (Candies cover)
- "Zansho Omimai Moushiagemasu." (「残暑 お見舞い 申し上げます。」; "Expresar una tarjeta de felicitación de finales de verano") (Cantada por Airi Suzuki)
- Shochuu Omimai Moushiagemasu (Instrumental)

### Edición Limitada DVD
- Shochuu Omimai Moushiagemasu (Dance Shot Ver.)

### Single V
- Shochuu Omimai Moushiagemasu (MV)
- Shochuu Omimai Moushiagemasu (Close-up Ver.)
- Making of (メイキング映像)

### Event V
- Cutie Girls Shugyouchuu ~Kunou no 120 Hiai~ (キューティーガールズ修行中 ~苦悩の120日間~; Entrenamiento de Cutie Girls ~ 120 días de sufrimiento ~)

### Event V 2
- Shochuu Omimai Moushiagemasu (Umeda Erika Close-up Ver.)
- Shochuu Omimai Moushiagemasu (Yajima Maimi Close-up Ver.)
- Shochuu Omimai Moushiagemasu (Nakajima Saki Close-up Ver.)
- Shochuu Omimai Moushiagemasu (Suzuki Airi Close-up Ver.)
- Shochuu Omimai Moushiagemasu (Okai Chisato Close-up Ver.)
- Shochuu Omimai Moushiagemasu (Hagiwara Mai Close-up Ver.)

## Miembros presentes
- Erika Umeda
- Maimi Yajima
- Saki Nakajima
- Airi Suzuki
- Chisato Okai
- Mai Hagiwara